# Regeringen Katrín Jakobsdóttir
Regeringen Katrín Jakobsdóttir blev dannet 30. november 2017, efter altingsvalget 28. oktober 2017. Regeringen er ledet af Katrín Jakobsdóttir fra Venstrepartiet – De Grønne, der er Islands statsminister.
Det er en koalitionsregering bestående af Selvstændighedspartiet, Venstrepartiet – De Grønne og Fremskridtspartiet . De tre partier har tilsammen et flertal på 35 af Altingets 63 pladser.
Regeringen består af elleve ministre, fem fra Selvstændighedspartiet, tre fra Venstrepartiet – De Grønne og tre fra Fremskridtspartiet. Fem af ministrene er kvinder, hvilket giver den højeste kvindeandel nogensinde i en islandsk regering.

## Regeringen
| Navn                                 | Titel                                            | Ministerium                                     | Parti |
| ------------------------------------ | ------------------------------------------------ | ----------------------------------------------- | ----- |
| Katrín Jakobsdóttir                  | Statsminister                                    | Statsministerens kontor                         | V     |
| Guðlaugur Þór Þórðarson              | Udenrigsminister                                 | Udenrigsministeriet                             | D     |
| Bjarni Benediktsson                  | Finans- og økonomiminister                       | Finans- og økonomiministeriet                   | D     |
| Sigríður Ásthildur Andersen          | Justitsminister                                  | Justitsministeriet                              | D     |
| Sigurður Ingi Jóhannsson             | Trafik- og kommunalminister                      | Ministeriet for trafik og kommunale anliggender | B     |
| Kristján Þór Júlíusson               | Minister for fiskeri og landbrug                 | Ministeriet for erhverv og innovation           | D     |
| Þórdís Kolbrún Reykfjörð Gylfadóttir | Minister for turisme, industri og innovation     | Ministeriet for erhverv og innovation           | D     |
| Guðmundur Ingi Guðbrandsson          | Minister for miljø og naturressourcer            | Ministeriet for miljø og naturressourcer        | V     |
| Lilja Dögg Alfreðsdóttir             | Minister for uddannelse, videnskab og kultur     | Ministeriet for uddannelse, videnskab og kultur | B     |
| Ásmundur Einar Daðason               | Minister for sociale anliggender og ligestilling | Velfærdsministeriet                             | B     |
| Svandís Svavarsdóttir                | Sundhedsminister                                 | Velfærdsministeriet                             | V     |